# IIHF Continental Cup 2008-2009
La dodicesima edizione della IIHF Continental Cup di hockey su ghiaccio, organizzata dalla federazione internazionale, ha visto iscritte 19 compagini, vincitrici dei rispettivi campionati nazionali nei paesi europei che nel ranking IIHF 2008 occupano le posizioni dall'ottava alla ventisettesima.
A differenza delle stagioni precedenti non ci sono le squadre seconde classificate nei paesi più forti, perché impegnate nella prima edizione, sperimentale, della Champions Hockey League.
La formula è la consueta, con un gruppo preliminare da quattro squadre (provenienti dagli ultimi 4 campionati secondo il ranking), la prima delle quali si qualifica al secondo turno. Al secondo turno ci saranno due gironi da quattro squadre, con 7 squadre qualificate per la posizione nel ranking e la vincitrice del primo turno. Le due vincenti passano al terzo turno, che funziona con lo stesso meccanismo: due gironi da 4, con 6 squadre qualificate per il ranking e le due vincenti il secondo turno.
Il girone finale (o Super Final) vede qualificate di diritto la squadra ospitante (i francesi Dragons de Rouen) e l'MHC Martin, rappresentante della Slovacchia, la nazione più in alto nel ranking tra le aventi diritto (ed unica nazione ad avere una propria rappresentante in tutt'e due le competizioni continentali).

## Primo turno

### Gruppo A, a Novi Sad, Serbia
Partecipano a questo girone le squadre:
- HC Novi Sad,  Serbia
- Dundalk Bulls,  Irlanda
- Slavia Sofia,  Bulgaria
- KHL Mladost Zagreb,  Croazia

Gli incontri si sono disputati a Novi Sad, dal 19 al 21 settembre 2008. La vincitrice, l'HC Novi Sad, si è qualificata al secondo turno nel Gruppo C. I serbi hanno avuto la meglio sui favoriti croati, il KHL Mladost Zagreb, e sui bulgari e sugli irlandesi. La vittoria per 6-4 dei Dundalk Bulls sullo Slavia Sofia rappresenta la prima vittoria di una squadra irlandese in una competizione europea.

#### Risultati
| 19 settembre 2008 Ore 16    | KHL Mladost Zagreb | 13:4 (3:1, 7:3, 3:0)               | Dundalk Bulls      | Spens Ice Rink Novi Sad, Serbia Spettatori: 80  |
| 19 settembre 2008 Ore 19.30 | HC Novi Sad        | 4:5 d.r. (2:2, 2:1, 0:1, 0:0, 0:1) | Slavia Sofia       | Spens Ice Rink Novi Sad, Serbia Spettatori: 400 |
| 20 settembre 2008 Ore 16    | Slavia Sofia       | 2:11 (0:3, 0:2, 2:6)               | KHL Mladost Zagreb | Spens Ice Rink Novi Sad, Serbia Spettatori: 20  |
| 20 settembre 2008 Ore 19    | Dundalk Bulls      | 2:4 (1:0, 0:1, 1:3)                | HC Novi Sad        | Spens Ice Rink Novi Sad, Serbia Spettatori: 100 |
| 21 settembre 2008 Ore 16    | Dundalk Bulls      | 6:4 (2:0, 2:3, 2:1)                | Slavia Sofia       | Spens Ice Rink Novi Sad, Serbia Spettatori: 20  |
| 21 settembre 2008 Ore 19    | HC Novi Sad        | 4:1 (1:0, 3:0, 0:1)                | KHL Mladost Zagreb | Spens Ice Rink Novi Sad, Serbia Spettatori: 400 |

#### Classifica
| Pz. | Squadra            | PG | V | V* | P* | P | Pt. | GF:GS |
| --- | ------------------ | -- | - | -- | -- | - | --- | ----- |
| 1.  | HC Novi Sad        | 3  | 2 | 0  | 1  | 0 | 7   | 12:8  |
| 2.  | KHL Mladost Zagreb | 3  | 2 | 0  | 0  | 1 | 6   | 25:10 |
| 3.  | Dundalk Bulls      | 3  | 1 | 0  | 0  | 2 | 3   | 12:21 |
| 4.  | Slavia Sofia       | 3  | 0 | 1  | 0  | 2 | 2   | 11:21 |

Legenda: Pz.= piazzamento; PG= partite giocate; V= vittorie; V*= vittorie dopo tempi supplementari o rigori; P*= sconfitte dopo tempi supplementari o rigori; P= sconfitte; Pt.= punti; GF= gol fatti; GS= gol subiti.

## Secondo turno

### Gruppo B, a Elektrėnai, Lituania
Partecipano a questo girone le squadre:
- Energija Elektrenai,  Lituania
- Klub Sportowy Cracovia,  Polonia
- Sokil Kyiv,  Ucraina
- Tilburg Trappers,  Paesi Bassi

Gli incontri si sono disputati ad Elektrėnai, dal 17 al 20 ottobre 2008. La vincitrice, gli ucraini del Sokil Kyiv, disputerà il terzo turno nel Gruppo D.

#### Risultati
| 17 ottobre 2008 Ore 13    | Sokil Kyiv             | 6:3 (2:1, 3:2, 1:0) | Tilburg Trappers    | Elektrėnai, Lituania Spettatori: 720  |
| 17 ottobre 2008 Ore 16.30 | Klub Sportowy Cracovia | 3:2 (1:1, 1:1, 0:1) | Energija Elektrenai | Elektrenai, Lituania Spettatori: 980  |
| 18 ottobre 2008 Ore 13    | Tilburg Trappers       | 1:4 (0:1, 1:1, 0:2) | Cracovia Krakow     | Elektrenai, Lituania Spettatori: 980  |
| 18 ottobre 2008 Ore 16.30 | Energija Elektrenai    | 1:6 (1:1, 0:2, 0:3) | Sokil Kyiv          | Elektrenai, Lituania Spettatori: 1752 |
| 19 ottobre 2008 Ore 13    | Sokil Kyiv             | 7:4 (2:0, 5:3, 0:1) | Cracovia Krakow     | Elektrenai, Lituania Spettatori: 670  |
| 19 ottobre 2008 Ore 16.30 | Energija Elektrenai    | 6:5 (2:1, 2:3, 2:1) | Tilburg Trappers    | Elektrenai, Lituania Spettatori: 1971 |

#### Classifica
| Pz. | Squadra             | PG | V | V* | P* | P | Pt. | GF:GS |
| --- | ------------------- | -- | - | -- | -- | - | --- | ----- |
| 1.  | Sokil Kyiv          | 3  | 3 | 0  | 0  | 0 | 9   | 19:8  |
| 2.  | Cracovia Krakow     | 3  | 2 | 0  | 0  | 1 | 6   | 11:10 |
| 3.  | Energija Elektrenai | 3  | 1 | 0  | 0  | 2 | 3   | 9:14  |
| 4.  | Tilburg Trappers    | 3  | 0 | 0  | 0  | 3 | 0   | 9:16  |

Legenda: Pz.= piazzamento; PG= partite giocate; V= vittorie; V*= vittorie dopo tempi supplementari o rigori; P*= sconfitte dopo tempi supplementari o rigori; P= sconfitte; Pt.= punti; GF= gol fatti; GS= gol subiti.

### Gruppo C, a Miercurea Ciuc, Romania
Partecipano a questo girone le squadre:
- SC Miercurea Ciuc,  Romania
- DE Dunaujvaros,  Ungheria
- CG Puigcerda,  Spagna
- HC Novi Sad,  Serbia (vincitrice del gruppo A)

Gli incontri si sono tenuti a Miercurea Ciuc, dal 17 al 20 ottobre 2008. La vincitrice ha avuto accesso al secondo turno nel Gruppo E.

#### Risultati
| 17 ottobre 2008 Ore 16    | DE Dunaujvaros    | 8:4 (4:0, 3:2, 1:2)  | HC Novi Sad       | Miercurea Ciuc, Romania Spettatori: 50  |
| 17 ottobre 2008 Ore 19.30 | CG Puigcerda      | 1:12 (0:5, 0:4, 1:3) | SC Miercurea Ciuc | Miercurea Ciuc, Romania Spettatori: 300 |
| 18 ottobre 2008 Ore 16    | DE Dunaujvaros    | 8:1 (3:0, 2:1, 3:0)  | CG Puigcerda      | Miercurea Ciuc, Romania Spettatori: 50  |
| 18 ottobre 2008 Ore 19.30 | SC Miercurea Ciuc | 8:1 (5:0, 0:1, 3:0)  | HC Novi Sad       | Miercurea Ciuc, Romania Spettatori: 400 |
| 19 ottobre 2008 Ore 16    | HC Novi Sad       | 5:6 (3:3, 2:2, 0:1)  | CG Puigcerda      | Miercurea Ciuc, Romania Spettatori: 75  |
| 19 ottobre 2008 Ore 19.30 | SC Miercurea Ciuc | 1:4 (0:0, 1:3, 0:1)  | DE Dunaujvaros    | Miercurea Ciuc, Romania Spettatori: 850 |

#### Classifica
| Pz. | Squadra           | PG | V | V* | P* | P | Pt. | GF:GS |
| --- | ----------------- | -- | - | -- | -- | - | --- | ----- |
| 1.  | DE Dunaujvaros    | 3  | 3 | 0  | 0  | 0 | 9   | 20:6  |
| 2.  | SC Miercurea Ciuc | 3  | 2 | 0  | 0  | 1 | 6   | 21:6  |
| 3.  | CG Puigcerda      | 3  | 1 | 0  | 0  | 2 | 3   | 8:25  |
| 4.  | HC Novi Sad       | 3  | 0 | 0  | 0  | 3 | 0   | 10:22 |

Legenda: Pz.= piazzamento; PG= partite giocate; V= vittorie; V*= vittorie dopo tempi supplementari o rigori; P*= sconfitte dopo tempi supplementari o rigori; P= sconfitte; Pt.= punti; GF= gol fatti; GS= gol subiti.

## Terzo turno

### Gruppo D, a Liepāja, Lettonia
Hanno preso parte a questo girone le squadre:
- Liepajas Metalurgs,  Lettonia
- Keramin Minsk,  Bielorussia
- ICH Gornyak Rudny,  Kazakistan
- Sokil Kyiv,  Ucraina (vincitrice del Gruppo B)

Gli incontri si sono disputati a Liepāja, dal 21 al 23 novembre 2008. La vincitrice si è qualificata per la Super Final.

#### Risultati
| 21 novembre 2008 Ore 15 | Sokil Kyiv         | 4:2 (2:0, 2:2, 0:0) | Keramin Minsk     | Ledus Halle Liepāja, Lettonia Spettatori: 150          |
| 21 novembre 2008 Ore 19 | Liepajas Metalurgs | 5:2 (2:1, 2:0, 1:1) | ICH Gornyak Rudny | Ledus Halle Liepaja, Lettonia Spettatori: 680          |
| 22 novembre 2008 Ore 15 | Keramin Minsk      | 4:0 (1:4, 1:1, 2:1) | ICH Gornyak Rudny | Ledus Halle Liepaja, Lettonia Spettatori: 120          |
| 22 novembre 2008 Ore 19 | Liepajas Metalurgs | 3:1 (0:0, 2:0, 1:1) | Sokil Kyiv        | Ledus Halle Liepaja, Lettonia Spettatori: 890          |
| 23 novembre 2008 Ore 15 | ICH Gornyak Rudny  | 2:7 (0:3, 1:1, 1:-) | Sokil Kyiv        | Ore 15 - Ledus Halle Liepaja, Lettonia Spettatori: 70  |
| 23 novembre 2008 Ore 19 | Liepajas Metalurgs | 2:5 (1:3, 0:1, 1:1) | Keramin Minsk     | Ore 19 - Ledus Halle Liepaja, Lettonia Spettatori: 965 |

#### Classifica
| Pz. | Squadra            | PG | V | V* | P* | P | Pt. | GF:GS |
| --- | ------------------ | -- | - | -- | -- | - | --- | ----- |
| 1.  | Keramin Minsk      | 3  | 2 | 0  | 0  | 1 | 6   | 11:6  |
| 2.  | Sokil Kyiv         | 3  | 2 | 0  | 0  | 1 | 6   | 12:7  |
| 3.  | Liepajas Metalurgs | 3  | 2 | 0  | 0  | 1 | 6   | 10:8  |
| 4.  | ICH Gornyak Rudny  | 3  | 0 | 0  | 0  | 3 | 0   | 4:16  |

Legenda: Pz.= piazzamento; PG= partite giocate; V= vittorie; V*= vittorie dopo tempi supplementari o rigori; P*= sconfitte dopo tempi supplementari o rigori; P= sconfitte; Pt.= punti; GF= gol fatti; GS= gol subiti.
Il Keramin Minsk ha vinto il girone grazie alla migliore differenza reti negli scontri diretti (+1, con 9 reti segnate ed 8 subite, mentre il Sokil Kyiv ne ha segnate 7 e subite 7, ed il Liepajas Metalurgs rispettivamente 5 e 6).

### Gruppo E, a Bolzano, Italia
Hanno preso parte a questo girone le squadre:
- HC Bolzano,  Italia
- Coventry Blaze,  Regno Unito
- HDK Maribor,  Slovenia
- DE Dunaujvaros,  Ungheria (vincitrice del gruppo C)

Gli incontri si sono disputati a Bolzano, dal 21 al 23 novembre 2008. La vincitrice si è qualificata per la Super Final.

#### Risultati
| 21 novembre 2008 Ore 16    | Coventry Blaze | 6:3 (3:1, 1:0, 1:2) | HDK Maribor    | Palaonda Bolzano, Italia Spettatori: 500  |
| 21 novembre 2008 Ore 19.30 | HC Bolzano     | 5:2 (2:1, 2:0, 1:1) | DE Dunaujvaros | Palaonda Bolzano, Italia Spettatori: 2150 |
| 22 novembre 2008 Ore 16    | DE Dunaujvaros | 4:6 (1:4, 1:1, 2:1) | Coventry Blaze | Palaonda Bolzano, Italia Spettatori: 620  |
| 22 novembre 2008 Ore 19.30 | HDK Maribor    | 2:4 (1:3, 1:1, 0:0) | HC Bolzano     | Palaonda Bolzano, Italia Spettatori: 2650 |
| 23 novembre 2008 Ore 16    | HDK Maribor    | 3:2 (2:1, 1:1, 0:0) | DE Dunaujvaros | Palaonda Bolzano, Italia Spettatori: 370  |
| 23 novembre 2008 Ore 19.30 | HC Bolzano     | 1:0 (1:0, 0:0, 0:0) | Coventry Blaze | Palaonda Bolzano, Italia Spettatori: 3150 |

#### Classifica
| Pz. | Squadra        | PG | V | V* | P* | P | Pt. | GF:GS |
| --- | -------------- | -- | - | -- | -- | - | --- | ----- |
| 1.  | HC Bolzano     | 3  | 3 | 0  | 0  | 0 | 9   | 10:4  |
| 2.  | Coventry Blaze | 3  | 2 | 0  | 0  | 1 | 6   | 12:8  |
| 3.  | HDK Maribor    | 3  | 1 | 0  | 0  | 2 | 3   | 8:12  |
| 4.  | DE Dunaujvaros | 3  | 0 | 0  | 0  | 3 | 0   | 8:14  |

Legenda: Pz.= piazzamento; PG= partite giocate; V= vittorie; V*= vittorie dopo tempi supplementari o rigori; P*= sconfitte dopo tempi supplementari o rigori; P= sconfitte; Pt.= punti; GF= gol fatti; GS= gol subiti.

## Super Final
Partecipano a questo girone finale le squadre:
- Dragons de Rouen,  Francia
- MHC Martin,  Slovacchia
- Keramin Minsk,  Bielorussia (Vincitrice Gruppo D)
- HC Bolzano,  Italia (Vincitrice Gruppo E)

Gli incontri si disputeranno a Rouen, dal 16 al 18 gennaio 2009. Nessuna delle quattro squadre qualificate aveva mai vinto un titolo europeo IIHF prima di allora.

### Risultati
| 16 gennaio 2009 Ore 14    | MHC Martin 20.28 P. Klepac 35.56 L. Havel 39.37 I. Dornic 50.05 M. Beran 59.56 M. Macho                                              | 5:1 (0:1, 2:0, 3:0) | Keramin Minsk 7.18 A. Glebov                                                                                           | Patinoire L'île Lacroix Rouen, Francia Spettatori: 1752 |
| 16 gennaio 2009 Ore 20    | HC Bolzano 1.30 C. Walcher 13.49 A. Egger 36.11 C. Borgatello                                                                        | 3:1 (2:0, 1:1, 0:0) | Dragons de Rouen 35.08 J. Desrosiers                                                                                   | Patinoire L'île Lacroix Rouen, Francia Spettatori: 2747 |
| 17 gennaio 2009 Ore 16.30 | HC Bolzano 16.16 R. Jardine 29.09 K. Corupe 33.49 S. Durdins                                                                         | 3:7 (1:2, 2:3, 0:2) | MHC Martin 4.20 M. Beran 11.18 P. Klepac 21.29 Lukas Havel 31.09 A. Drgon 35.01 P. Klepac 42.20 M. Beran 58.48 M. Cech | Patinoire L'île Lacroix Rouen, Francia Spettatori: 2245 |
| 17 gennaio 2009 Ore 20    | Dragons de Rouen 7.46 J.-F. David 12.37 M.-A. Thinel 42.15 M.-A. Thinel 43.34 M. Peltola 47.07 M.-A. Thinel 59.56 E. Doucet          | 6:4 (2:0, 0:4, 4:0) | Keramin Minsk 23.11 Y. Faikov 26.49 T. Suursoo 29.01 E. Kurilin 38.08 A. Zhydkikh                                      | Patinoire L'île Lacroix Rouen, Francia Spettatori: 2747 |
| 18 gennaio 2009 Ore 16    | HC Bolzano 4.10 J. Schaafsma 6.42 R. Ramoser 9.35 J. Olson 27.04 R. Jardine 30.33 E. Dorigatti 33.56 J. Schaafsma 36.52 J. Schaafsma | 7:1 (3:1, 4:0, 0:0) | Keramin Minsk 19.50 A. Zhydkikh                                                                                        | Patinoire L'île Lacroix Rouen, Francia Spettatori: 2280 |
| 18 gennaio 2009 Ore 19.30 | Dragons de Rouen 10.24 J. Desrosiers 14.37 M.-A. Thinel 30.23 L. Tarantino 40.45 O. Bouchard-Roland 59.11 M.-A. Thinel               | 5:4 (2:1, 1:2, 2:1) | MHC Martin 16.41 L. Havel 27.12 L. Havel 33.39 D. Appel 52.16 L. Havel                                                 | Patinoire L'île Lacroix Rouen, Francia Spettatori: 2747 |

#### Classifica
| Pz. | Squadra          | PG | V | V* | P* | P | Pt. | GF:GS |
| --- | ---------------- | -- | - | -- | -- | - | --- | ----- |
| 1.  | MHC Martin       | 3  | 2 | 0  | 0  | 1 | 6   | 16:9  |
| 2.  | Dragons de Rouen | 3  | 2 | 0  | 0  | 1 | 6   | 12:11 |
| 3.  | HC Bolzano       | 3  | 2 | 0  | 0  | 1 | 6   | 13:9  |
| 4.  | Keramin Minsk    | 3  | 0 | 0  | 0  | 3 | 0   | 6:18  |

Legenda: Pz.= piazzamento; PG= partite giocate; V= vittorie; V*= vittorie dopo tempi supplementari o rigori; P*= sconfitte dopo tempi supplementari o rigori; P= sconfitte; Pt.= punti; GF= gol fatti; GS= gol subiti.
Il titolo è stato assegnato per differenza reti negli scontri diretti: Martin +3, Rouen -1, Bolzano -2.

### Premi individuali
Sono stati premiati il miglior portiere, il miglior difensore ed il miglior attaccante del torneo:
- Miglior portiere: Vlastimil Lakosil (MHC Martin)
- Miglior difensore: Christian Borgatello (HC Bolzano)
- Miglior attaccante: Marc-André Thinel (Dragons de Rouen)